# Lesley Glaister
Lesley Glaister född 1956 i Wellingborough, Northamptonshire, är en brittisk författare och dramatiker. Hon har skrivit 11 romaner, en pjäs och ett antal noveller och hörspel.
Glaisters böcker har beskrivits som 'förortsgotik' och jämförs med Ruth Rendell, Kate Atkinson och Ian McEwan. Hon behandlar ofta allvarliga ämnen (mord, galenskap och besatthet dyker ofta upp i hennes böcker) men ofta blandat med ett stråk av mörk humor. Hennes första roman Honour Thy Father (1990) vann Somerset Maugham Award och Betty Trask Award och hennes nionde, Now You See Me var nominerad till Orangepriset 2002. Hennes första pjäs, Bird Calls uppfördes på Crucible Theatre, Sheffield, 2003.

### Utgivet på svenska
- Hedra din fader 1992
- Vita lögner 1993

## Priser och utmärkelser
- Betty Trask Award 1991 för Honour Thy Father